# 성북동 (서울)
성북동(城北洞)은 서울특별시 성북구에 속한 행정동 및 법정동이다. 대한민국을 대표하는 전통적인 부촌 중 하나이다. 그래서 정재계 인사들도 거주한다.

## 지명
혜화문과 숙정문 사이의 한양도성이 부채꼴 모양으로 감싼 성북동은 조선시대 도성 수비를 담당했던 어영청의 북둔(北屯)이 1765년 영조 41년에 설치된 연유로 동명이 붙여졌다. 동성 4소문의 하나인 혜화문을 나서서 왼쪽 일대의 계곡마을인 성북동은 예로부터 맑은 시냇물이 흐르고 수석이 어울린 산자수명한 마을로 복숭아, 앵두나무가 많아서 사람들의 사랑을 많이 받아온 곳이다.

## 역사
- 1914년 4월 1일 경기도 고양군 숭인면 성북리
- 1936년 4월 1일 경기도 경성부 성북정
- 1943년 6월 1일 경기도 경성부 동대문구 성북정
- 1946년 10월 9일 일제식 동명인 성북정을 성북동으로 변경
- 1949년 8월 13일 동대문구 성북동을 성북구 성북동으로 분리신설[2]
- 1949년 8월 15일 성북구 성북1동 행정동으로 관할
- 2007년 12월 30일 성북1동, 성북2동, 동소문1가, 동소문4가를 성북동으로 통합하여 관할

## 거주자
주로 부유한 권력자의 자손, 재벌가의 자손과 같은 현시대의 귀족들이 거주 중이다. 노재헌 정치인 2세, 김양 정치인 2세, 현정은 현대그룹 회장, 홍석조 BGF리테일 회장, 김영무 김앤장 회장, 조석래 효성그룹 회장, 조양래 한국타이어앤테크놀로지 회장, 신창재 교보생명 회장 등이 거주하거나 거주했다. 

## 볼거리
- 최순우 옛집
- 간송미술관
- 이태준고택
- 심우장
- 숙정문
- 혜화문
- 북악산로
- 삼청각
- 미아리고개

## 교육
- 서울성북초등학교
- 삼선중학교
- 홍익대학교 사범대학 부속중학교
- 홍익대학교 사범대학 부속고등학교
- 서울동구고등학교
- 동구여자중학교

## 교통
- ● 수도권 전철 4호선 한성대입구역

## 문화에서
- 1968년 11월 《월간 문학》에 실린 김광섭의 서정시 〈성북동 비둘기〉가 성북동의 호화로운 배경을 모티브로 했다.

## 같이 보기
- 대한민국의 행정 구역